# Энгельхардт, Тристрам
Тристрам Энгельхардт (англ. Hugo Tristram Engelhardt Jr., 1941[…], Техас — 21 июня 2018) — американский философ, имеющий докторскую степень по философии Техасского университета в Остине и докторскую степень по медицине Тулейнского университета. Он был профессором философии в Университете Райса в Хьюстоне, штат Техас, и специализировался на истории и философии медицины, особенно с точки зрения континентальной философии. Он также был почётным профессором Медицинского колледжа Бэйлора и членом Центра Бэйлора по медицинской этике и политике здравоохранения.
Ранее он был главным редактором журналов «The Journal of Medicine and Philosophy» и «Christian Bioethics». Он также редактировал серию книг «Философия и медицина». Он был научным сотрудником Гастингсского центра, независимого исследовательского института биоэтики. Он также написал книгу «Справочник по психиатрии, том 30» (ISBN 978-620-0-48139-9), написанную в соавторстве с Джавадом Нурбахшем и Хамиде Джахангири.
Энгельгардт был воспитан католиком, но в 1991 году он принял Православие.